# Oena (geslacht)
Oena is een geslacht van vogels uit de familie duiven (Columbidae). Er is één soort:
- Oena capensis – Maskerduif